# Col de la Bonette
Col de la Bonette (höjd 2715 m) är ett bergspass i  Franska Alperna, nära gränsen mot Italien. Passet är beläget inom nationalparken Mercantour på gränsen till departementen Alpes-Maritimes och Alpes-de-Haute-Provence.

## "Högsta vägen i Europa"

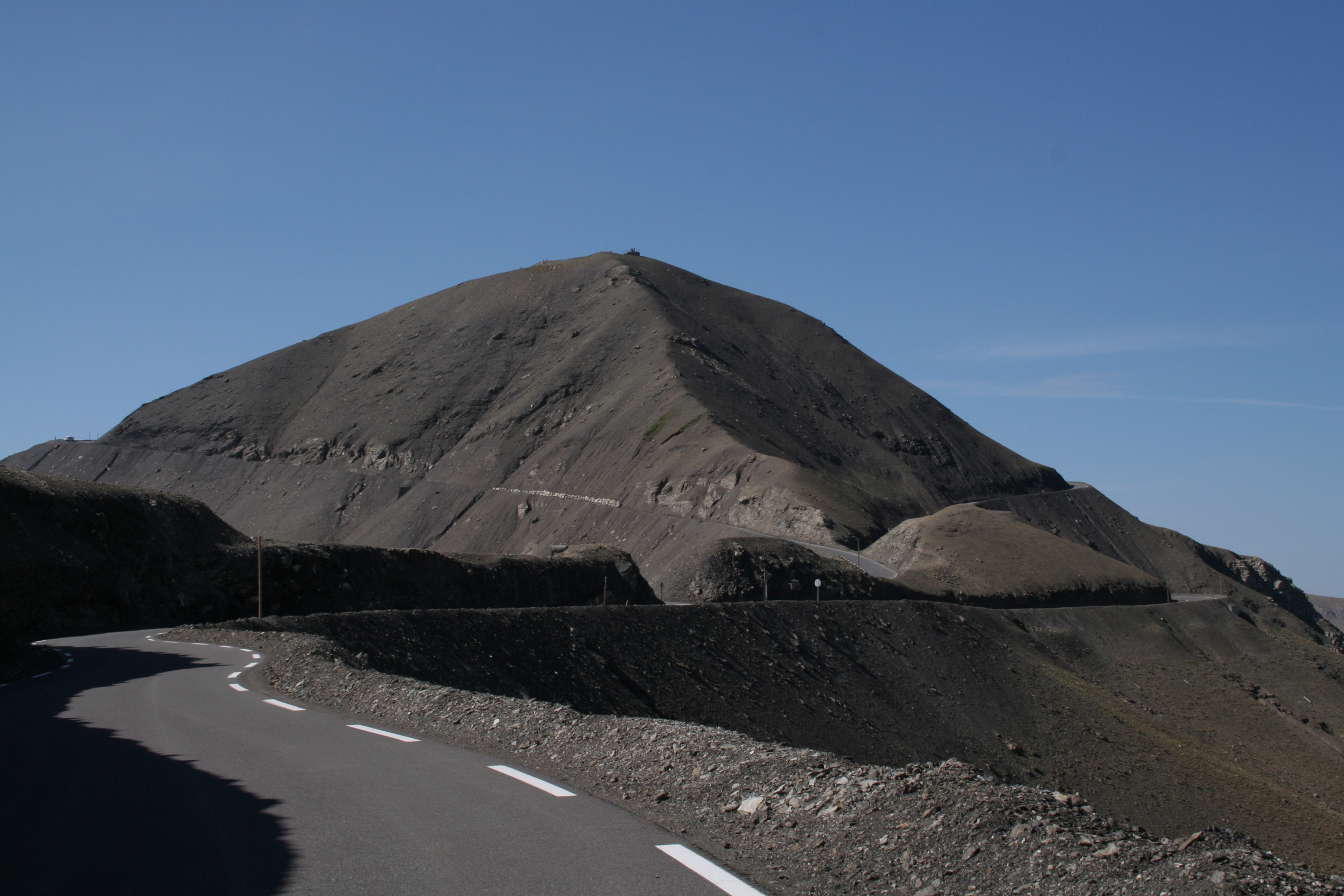
Cime de la Bonette sedd från den norra nerfarten

Den två kilometer långa tårformade bågen vägen tar runt toppen av Cime de la Bonette på 2860 meters höjd från någondera sida av passet är den högsta asfalterade vägen i Alperna.
En skylt vid början av stigningen hävdar "Col de la Bonette - Restefond, 2802 m över havet, högsta vägen i Europa".  Detta påstående är fel av flera skäl. Det finns andra pass som ligger på högre höjd: Col de l'Iseran (2770 m), Stelviopasset (2758 m) och Col Agnel (2744 m). Vägen runt Cime de la Bonette når en höjd av 2802 m, men detta är inget egentligt bergspass. Det är däremot en högsta asfalterade vägen i Frankrike.

## Tour de France
Passet har varit en del av Tour de France fyra gånger (1962, 1964, 1993, 2008).